# Canelo Álvarez
Santos Saúl Álvarez Barragán (Guadalajara, 18 de julho de 1990), mais conhecido como "Canelo", é um pugilista profissional mexicano. Ele é o atual campeão mundial na categoria de meio-pesado da OMB, de supermédio da AMB (Super) e de médio pelo CMB. Já foi campeão da The Ring e campeão unificado na categoria médio-ligeiro (66,7–69,9 kg) do CMB e AMB.

## Carreira
Em setembro de 2018, tornou-se campeão da Associação Mundial de Boxe (AMB/WBA) e do Conselho Mundial de Boxe (CMB/WBC) e da Ring Magazine na categoria de peso-médio ao ser o primeiro a derrotar o cazaque Gennady "triple G" Golovkin. E a 4 de maio conquistou também o cinturão da Federação Internacional de Boxe (FIB/IBF) ao vencer o nova-iorquino Daniel Jacobs.
Em seguida, subiu para os meio-pesados para disputar o cinturão da Organização Mundial de Boxe (OMB/WBO) contra o pugilista russo Sergey Kovalev. Saúl venceu o adversário por nocaute técnico no 11.º assalto.